# Ediberto Lima
Ediberto Lima (n. 1953) é um produtor e director televisivo brasileiro que se notabilizou pela sua passagem pelo canal português SIC na década de 90, onde criou o conceito da TV em movimento.

## Biografia
Com uma longa carreira ligada à televisão na Europa, América do Sul e África, Ediberto Lima exerceu vários cargos de direcção na Rede Globo (18 anos), na SIC (8 anos) e mais recentemente na TBWA, TV Zimbo e RTV. Ao longo destas passagens Ediberto Lima foi responsável por alguns dos maiores sucessos de audiência nos países em que passou. 
No entanto, o período de maior sucesso foi na SIC, onde iniciou uma verdadeira revolução no panorama televisivo português, com o lançamento de programas inovadores e arrojados para a época. Dos programas de maior relevo, destaque para o Muita Lôco, que contava com a apresentação de José Figueiras, o Big Show SIC, apresentado por João Baião, o Buéréré, conduzido por Ana Malhoa, e A Roda dos Milhões. O impacto televisivo de Ediberto Lima foi tão acentuado, que ainda detém o record do programa com maior audiência da televisão portuguesa, o Super Buéréré, que chegou a atingir 90% de share.
Ainda na SIC, Ediberto Lima foi responsável por um dos programas mais polémicos da televisão portuguesa, o O Bar da TV, um reality show onde um grupo de concorrentes vivia numa casa e, durante a noite, trabalhavam e geriam um bar nas Docas, em Lisboa. Apesar dos bons resultados de audiência, o programa teve apenas uma temporada, ficando marcado pelo incidente entre a concorrente Margarida Gomes e os pais, que entraram em direto para trazer a filha para casa, depois de terem visto imagens desta, numa festa, a pegar em brinquedos sexuais. Na altura o polémico episódio gerou tanta indignação que a SIC acabou condenada a pagar uma multa de 150 mil euros.
Para além da televisão, dedicou-se ainda às dobragens, com a criação em 1998 da Ediberto Lima Produções, actualmente designada de Santa Claus Audiovisual.

## Programas de televisão
- 1994-2000 - Muita Lôco
- 1994-1999 - Buéréré
- 1995-2001 - Big Show SIC
- 1996-2000 - Super Buéréré
- 1998-2001 - A Roda dos Milhões
- 2000-2001 - O Bar da TV